# Вайнштейны (предприниматели)
Вайнштейны — семья украинских предпринимателей еврейского происхождения. Берёт начало со 2-й половины XVII века. В течение XIX — начала XX века известны по меньшей мере 8 представителей семьи Вайнштейнов, которые занимались промышленной деятельностью. Самым известным из них является Эммануил Вайнштейн, который жил и работал в городе Одесса. Еще в молодости в 1860-х годах вместе с отцом он основал первую в Одессе и одну из первых в Новослободском казацком полку паровую мельницу. Позже занимался мельничеством сам, его бизнес стал самым мощным в регионе. На его основе возникло паевое товарищество — Торговый дом «Эммануил Вайнштейн и сыновья» (1883). Среди сыновей Эммануила Вайнштейна следует особо выделить кандидата права Новороссийского университета (Одесса) М. Вайнштейна, который помогал отцу вести дела товарищества, а также самостоятельно занимался производством разного рода масел. Предпринимателями были и другие представители семьи: мещанин А. Вайнштейн занимался пивоварением, а купец Б. Вайнштейн — изготовлением табака для курения в Киевской губернии, купчиха Р. Вайнштейн — занималась изготовлением графинов, стаканов, рюмок и бутылок на Волыни, Мирон Вайнштейн — машиностроением на Екатеринославщине.